# 수차타 추앙스리
수차타 추앙스리(영어: Suchata Chuangsri, 태국어: สุชาตา ช่วงศรี, 2003년 9월 20일 ~ )는 태국 모델이자 미인대회 우승자이다. 2025년 미스 월드 우승자였다.